# Donald L. Cox
Donald Lee Cox ou Don Cox, né le 16 avril 1936 à Appleton City et mort le 19 février 2011 à Camps-sur-l'Agly, a été l'un des premiers membres de la direction d'une organisation révolutionnaire de gauche afro-américaine, le Black Panther Party (BPP), après avoir rejoint le groupe en 1967. Cox est désigné comme le Field marshal du groupe durant les années où il participe activement à sa direction, en raison de sa familiarité et de ses écrits sur les armes à feu.

## Biographie
Cox grandit à Appleton City, dans l'ouest du Missouri. Son grand-père, Joseph A. Cox, est né dans l'esclavage en 1845 et a été libéré à l'époque de la Proclamation d'émancipation. Il épouse Maria Müller, une immigrée blanche originaire de la Suisse alémanique. Le couple se marie au Kansas car les mariages interraciaux sont toujours illégaux au Missouri à l'époque. Cette ascendance mixte influencera les opinions de Don Cox sur la race plus tard dans sa vie.
Cox déménage à San Francisco en 1953, à l'âge de 17 ans. Il s'intéresse à l'action politique en suivant les événements du mouvement américain des droits civiques au cours des années suivantes. Il est profondément perturbé par des événements tels que l'attentat à la bombe de l'église baptiste de la 16e rue, dans lequel quatre petites filles noires sont tuées et 22 autres personnes blessées dans un acte de terrorisme suprémaciste blanc perpétré par le Ku Klux Klan. Il est également influencé par les écrits de W. E. B. Du Bois et Herbert Aptheker, qui lui sont présentés par un ami communiste blanc, Mark Hanson. Il s'affilie au Congress of Racial Equality et, en 1964 et 1965, il est impliqué dans une série de manifestations dirigées contre la Bank of America, des hôtels de San Francisco, des agences de location et l'industrie automobile, qui discriminaient les Afro-Américains.
Cox rejoint les Black Panthers à Oakland (Californie) en 1967, en réponse au meurtre d'un civil commis par la police dans la secteur de Hunters Point à San Francisco un an plus tôt. Avec Eldridge Cleaver, Huey P. Newton, Bobby Seale et d'autres, Cox est membre du « comité central » des Black Panthers. Au départ, Cox n'a pas de titre officiel, mais son rôle est censé être lié à l'utilisation des armes à feu. Cox a appris à utiliser des armes à feu et à chasser pendant son éducation dans le Missouri, et en tant que tel, il était en mesure de former d'autres collègues à l'utilisation appropriée d'une arme. Cox était également beaucoup plus conscient que ses collègues des lois concernant les armes à feu et savait comment les acheter légalement. Il reçoit finalement le titre de Field marshal en 1968, et utilise plus tard le surnom de Field marshal DC en militant pour le BPP.
Cox devient un organisateur au niveau national et un porte-parole du groupe, qui est impliqué dans de multiples affaires juridiques et devient une cible du projet COINTELPRO du FBI. En janvier 1970, Cox est invité à parler à plusieurs dizaines d'invités du compositeur Leonard Bernstein et de sa femme Felicia dans leur penthouse du riche quartier de l'Upper East Side à Manhattan. Le rassemblement vise à collecter des fonds pour la défense de 21 membres des Black Panthers accusées de complot en vue d'attaquer à la bombe des bâtiments et d'autres crimes,. Cox est photographié avec les Bernstein pour un article de Tom Wolfe publié en juin 1970 dans le magazine New York et intitulé Radical Chic: That Party at Lenny. Cet article conduit à la vulgarisation du « chic radical (en) » comme terme critique. Cox, avec les Bernstein, rejette avec véhémence la notion de Wolfe selon laquelle la classe supérieure de New York se mêlait de politique radicale comme une déclaration de mode lors de l'événement, garantissant leur sincérité.
Jusque-là, Cox avait été principalement basé dans sa ville d'adoption de San Francisco mais, à la suite du procès des Panther 21, il déménage à New York afin d'essayer de reconstruire le parti là-bas, ainsi que de fournir un certain leadership pour les sections du parti basées sur la côte est. Au cours de cette période où il est basé sur la côte est, Cox est accusé avec plusieurs autres de complot en vue d'assassiner un Black Panther dénommé Eugene Anderson, qui était un informateur à Baltimore. Cox fuit les États-Unis pour éviter le procès, vivant d'abord en Algérie (où Eldridge et Kathleen Cleaver avaient déjà installé une base pour les Black Panthers exilés après leur propre évasion des États-Unis) et plus tard dans la région Languedoc-Roussillon dans le sud de la France. Cox n'est pas retourné aux États-Unis, bien qu'il ait épousé une Américaine de Philadelphie, Barbara Easley (en).
Cox démissionne du BPP à la mi-1971. Entre autres choses, les raisons qu'il a invoquées pour quitter le parti dans son autobiographie étaient sa déception et ses frustrations avec les principaux dirigeants du parti : Huey P. Newton, Eldridge Cleaver et David Hilliard (en). Cox suggère que Cleaver et en particulier Newton sont devenus égoïstes à la lumière des projecteurs médiatiques intenses sous lesquels les Black Panthers se trouvaient souvent. Cox accuse Hilliard de devenir un autocrate insupportable dans son rôle de chef d'état-major du BPP, affirmant qu'il avait embrassé les pratiques du stalinisme et du marxisme-léninisme en lisant le livre de Joseph Staline, Principes du léninisme (en). En outre, Cox suggère qu'Hilliard a commencé à faire preuve de loyauté envers le parti avant tout et que la moindre infraction serait une cause suffisante pour une punition, une dénonciation ou une expulsion du BPP sous sa direction, ses ordres étant exécutés par des groupes internes connus sous les noms de Black Guard et de Buddha Samurai. Simultanément, dit Cox, Hilliard a démantelé le pouvoir et l'autorité de tous les autres membres du comité central des Black Panthers en dehors de lui-même et de Newton, dans une vicieuse quête de pouvoir,,.
Il meurt en exil à Camps-sur-l'Agly (France) en février 2011. Sa fille, Kimberly Cox-Marshall, fait publier son autobiographie à titre posthume en 2019.

## Publication
- (en) Don Cox (préf. Kimberly Cox-Marshall), Just Another Nigger : My Life in the Black Panther Party, Berkeley, Heyday Books, 2019, 256 p. (ISBN 978-1597144599).